# Leggia
Cet article possède un paronyme, voir Legia.

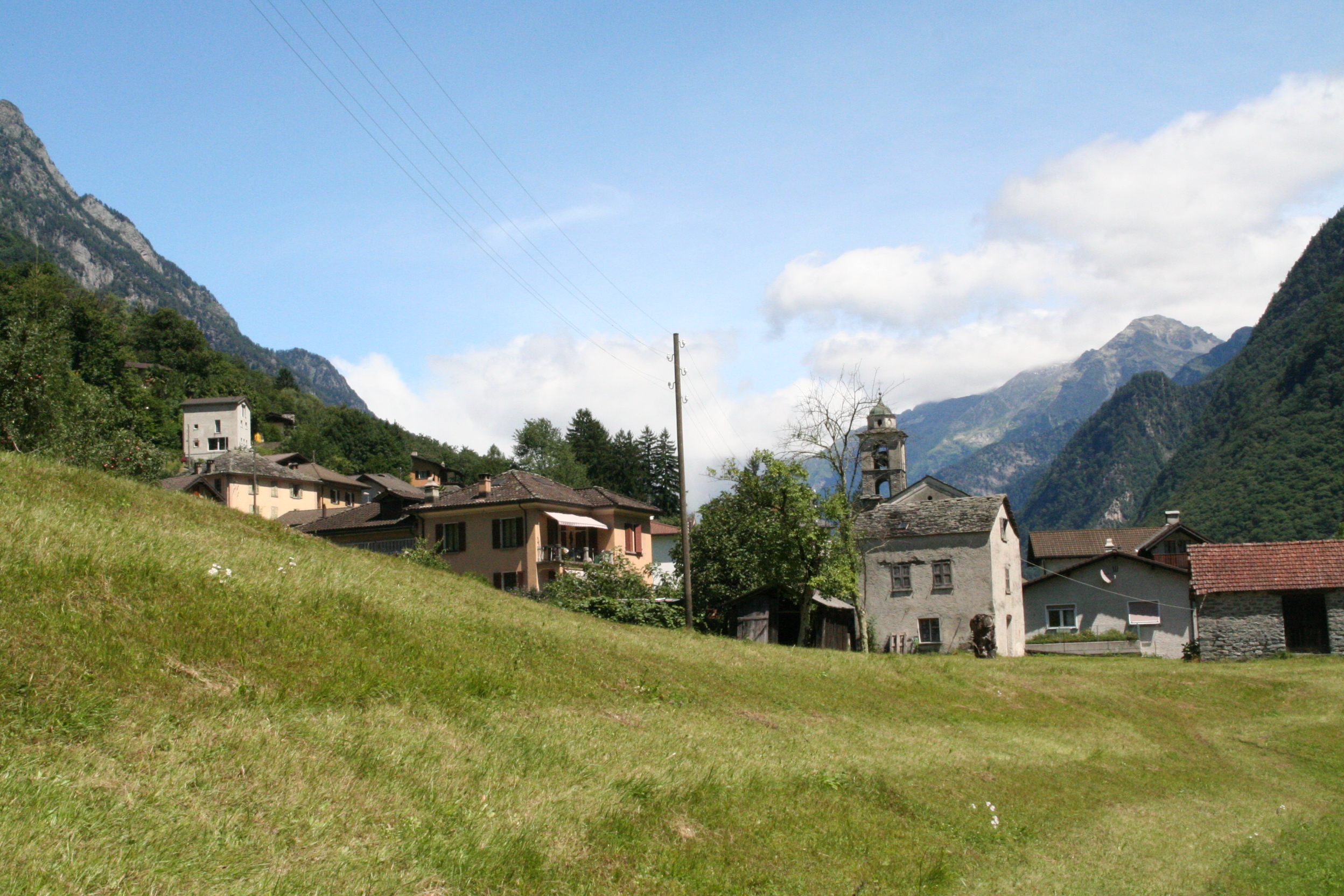

Leggia est une localité et ancienne commune suisse du canton des Grisons, située dans la région de Moesa. Le 1er janvier 2017, elle est intégrée à la commune de Grono.